# مستنقع أنزلي
مستنقع أنزلي يبلغ مساحته حوالي 20 ألف هكتار، والواقعة بالمسطحات المائية في مدينة أنزلي به محافظة غيلان بالقرب من ميناء أنزلي في شمال إيران، وتعتبر هذه المستنقع من أهم وأكبر موطن الطبيعية للحياة البرية في إيران، حيث تستقبل مستنقع أنزلي أعدادا كبيرة من الطيور التي تأتي من جيران إيران الشماليين كل عام، حيث أن موائمة الموقع الجغرافي ومعدل الرطوبة والمياه الرطوبة والمياه بشكل غير قابل للمقارنة مع باقي المسطحات المائية الأخرى (المستنقعات الأخرى)، وتحتوي مستنقعات أنزلي على عدة جزر بداخلها، وقد قسمت هذه المستنقع مدينة وميناء أنزلي إلى قسمين.

## خواص مستنقع أنزلي
يؤدي اتحاد النظم البيئية البرية والبحرية إلى ظهور موائل بيئية تسمى بـ الأهوار أو (المسطحات المائية أو المستنقعات المائية).
ووفقا لتعريف اتفاقية رامسر  فإن الأهوار هي عبارة عن مناطق مستنقعات مائية، أو مجمعات مائية، أو منطقة مضطربة بين مجمعات مائية طبيعية أو اصطناعية دائم أو مؤقتة تتفاوت مياهها بين مياه راكدة أو جارية أو عذبة أو مياه مالحة أو مياه رشح جوفي قليلة الملوحة تحتوي على مياه بحر التقت معها على عمق تجاوز أدنى من 6 أمتار، والغرض الرئيسي من اتفاقية رامسر الموقعة في عام 1971 من قبل الدول المتعهدة بحماية الأهوار واستخدامها بحكمة من خلال الإجراءات الوطنية والتعاون الدولي لتحقيق التنمية المستدامة ومن بينها إيران، ويتفاوت معدل ملوحة المستنقعات ففي محل دخول مياه الأنهر إلى المستنقعات حيث يكون الماء عذبا تقريبا، أما عند محل اتصال الأهوار بالبحر تكون ماء مسوس وقد أظهرت الدراسات أنه في القرن التاسع عشر وأوائل القرن العشرين أن ملوحة مياه المستنقعات كانت عالية جدا، كما أخذت مساحة الأهور في التدهور منذ ثلاثينيات القرن الماضي لتصل إلى أقل من ربع مساحتها السابقة، وازدادت ملوحة الأهوار منذ عام 2007 بسبب ارتفاع منسوب مياه بحر الخزر وورود قدر كبير من مياه البحر إلى الأهوار، وأيضا بسبب زيادة الملوثات والأملاح في مياه الأنهار الواردة إلى الأهوار.

## الطقس
ويتميز  مستنقع أنزلي بشكل عام بصيف حار ورطب وشتاء معتدل، وتتشابه خصائص الغلاف الجوي لمستنقعات أنزلي مع أنزلي وغزيان، لكن كمية الرطوبة في المستنقعات أعلى من المناطق المحيطة بها، وتكون درجة الحرارة الدنيا في الشتاء قريبة من الصفر درجة مئوية أو مساوية لصفر، ونادرا ما تنخفض إلى ما دون الصفر، وتكون درجة الحرارة القصوى بين 33 و 36 درجة مئوية في منتصف الصيف وفقا لتقرير محطات الأرصاد الجوية المحلية.

## العمق
بحسب قول محمد جواد محمدي زاده رئيس منظمة البيئة الإيرانية آنذاك كان عمق  مستنقع أنزلي قبل الثورة الإيرانية عام 1978 حوالي «8 أمتار» وكان من الممكن صيد من سبعة إلى ثمانية أنواع من الأسماك فيها، ولكن وصل عمق هذه الأهوار إلى «مترين أو مترين ونصف كحد أقصى حتى 2 فبراير 2012  نتيجة لتزايد مستويات المعدلات الرسوبية».

## كيفية تكوين
بعد أن خرجت منطقة أنزالي البرية ومنطقة غازيان من البحر وتقدمت اليابسة من الجانبين ففصلت مساحة كبيرة من البحر عنه، ووضعتها خلفها جهة الجنوب، وشكلت شاطئا جديدا بمسافة كيلومترات من الساحل القديم، وتسمى المستنقعات المائية المنفصلة عن البحر وهي مياه راكدة خلف شريحة من أراضي أنزلي وغازيان البرية بــ بحيرة أنزالي.